# Kamień (gromada w powiecie chełmskim)
Kamień – dawna gromada, czyli najmniejsza jednostka podziału terytorialnego Polskiej Rzeczypospolitej Ludowej w latach 1954–1972.
Gromady, z gromadzkimi radami narodowymi (GRN) jako organami władzy najniższego stopnia na wsi, funkcjonowały od reformy reorganizującej administrację wiejską przeprowadzonej jesienią 1954 do momentu ich zniesienia z dniem 1 stycznia 1973, tym samym wypierając organizację gminną w latach 1954–1972.
Gromadę Kamień z siedzibą GRN w Kamieniu utworzono – jako jedną z 8759 gromad na obszarze Polski – w powiecie chełmskim w woj. lubelskim na mocy uchwały nr 7 WRN w Lublinie z dnia 5 października 1954. W skład jednostki weszły obszary dotychczasowych gromad Ignatów wieś, Ignatów kol., Józefin, Kamień wieś, Kamień kol., Majdan Pławanicki, Pławanice wieś, Pławanice kol. i Rudolfin ze zniesionej gminy Turka w tymże powiecie. Dla gromady ustalono 21 członków gromadzkiej rady narodowej.
1 stycznia 1960 do gromady Kamień włączono obszar zniesionej gromady Strachosław oraz wieś i kolonię Andrzejów, wieś i kolonię Czerniejów, wieś i kolonię Majdan Kamień oraz kolonie: Kołodeń A i B, Majdan Kołodeński Czerniejowski, Strachosław S-ka I, Strachosław S-ka II, Pogranicze, Kroczyn i Natalin ze zniesionej gromady Andrzejów w tymże powiecie.
1 stycznia 1962 do gromady Kamień włączono kolonię Brzeźno nr 8 i kolonię Olenówka ze zniesionej gromady Brzeźno w tymże powiecie.
Gromada przetrwała do końca 1972 roku, czyli do kolejnej reformy gminnej. 1 stycznia 1973 Kamień na okres 11 lat utracił funkcje administracyjne, powracając do nich dopiero w 1984 roku, kiedy to w woj. chełmskim utworzono gminę Kamień.